# لوقا رو
لوقا رو (بالإنجليزية: Luke Rowe) ولد بتاريخ 10 مارس 1990 في كارديف، هو دراج ويلزي في صنف سباق الدراجات على الطريق وعلى المضمار.

## سجل النتائج

### المراكز
- حقق المركز الـ 9 في طواف قطر 2013
- حقق المركز الـ 7 في طواف قطر 2015

## وصلات خارجية
- الموقع الرسمي

## روابط خارجية
- لوقا رو على موقع الاتحاد الدولي للدراجات (الإنجليزية)
- لوقا رو على موقع أرشيف الدراجات (الإنجليزية)
- لوقا رو على موقع إحصائيات الدراجات الإحترافية (الإنجليزية)
- لوقا رو على موقع نسبة الدراجات (الإنجليزية)
- لوقا رو على موقع CycleBase (الإنجليزية)